# Willem van den Broecke

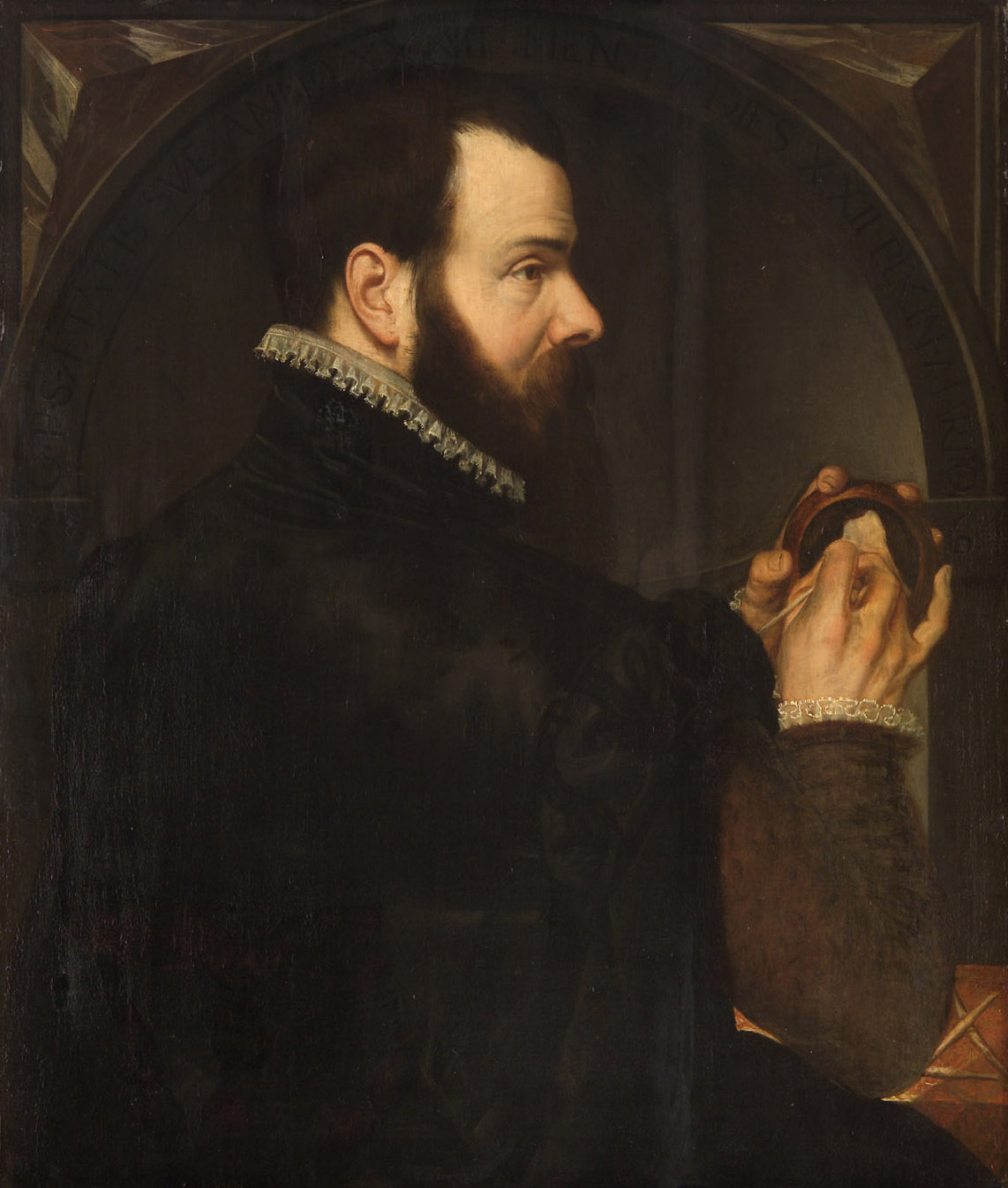
Zelfportret tijdens het modelleren van was

Willem van den Broecke of gelatiniseerd Guillelmus Paludanus (Mechelen, 1530 – Antwerpen, 1579/1580) was een Zuid-Nederlandse beeldhouwer, schilder, tekenaar en architect in de renaissance. Hij bracht een periode in Italië door en stond bekend om zijn kleinschalige werken, waaronder vele in albast. Samen met Cornelis Floris was hij de belangrijkste beeldhouwer in Antwerpen in de tweede helft van de 16e eeuw. Hij was ook een van de ontwerpers van het stadhuis. Onder zijn klanten waren kerkelijke instellingen, Spaanse adel, protestantse vorsten en patriciërs uit Augsburg.

## Leven
Willem van den Broecke werd geboren in Mechelen als zoon van Hendrick van den Broeck, van wie niet bekend is of hij kunstenaar was. Van andere familieleden is de artistieke activiteit in Mechelen wel gedocumenteerd. Zijn familie gebruikte ook de gelatiniseerde naam 'Paludanus' (van 'palus', dat 'broek' of 'moerasland' betekent). Hij was een broer van de schilders Hendrick, Joris en Pieter van den Broecke. De schilder Chrispijn van den Broeck was waarschijnlijk ook een familielid. Het is niet bekend bij wie Willem in de leer was, maar vermoedelijk is hij aanvankelijk in zijn geboortestad opgeleid.

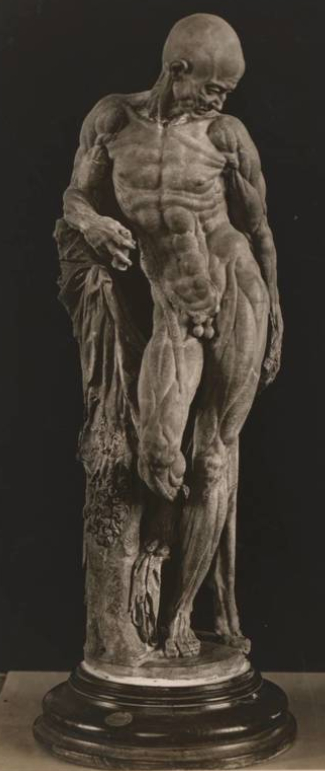
Anatomische studie

Waarschijnlijk zette hij zijn studie voort in Antwerpen in het atelier van Claudius of Cornelis Floris, en mogelijk is hij vóór 1557 naar Italië gereisd. Misschien woonde hij in Rome of in Florence, waar zijn broer werkte, maar evengoed kan het in een andere stad zijn geweest. In het jaar 1557 liet hij zich als meester-beeldhouwer inschrijven in het Antwerpse Sint-Lucasgilde. In 1559 werd hij poorter van Antwerpen. In de twintig jaar tot zijn dood ontwikkelde hij een internationaal netwerk onder de intellectuele, artistieke en heersende elite van zijn tijd. Hij ontving bestellingen van zowel lokale als buitenlandse opdrachtgevers. De opdrachten die hij in 1560 uitvoerde voor klanten in Augsburg, werden waarschijnlijk vanuit Antwerpen verscheept en niet in Augsburg gemaakt.
In de jaren 1566 en 1567 beeldhouwde Van den Broecke drie figuren voor de kathedraal van Antwerpen. In die woelige tijd bekwam hij ook de patronage van landvoogd Alva en diens Brusselse hof. Dit contact kwam tot stand dankzij de Spaanse humanist Benito Arias Montano, die in Antwerpen verbleef voor de Complutensische polyglotbijbel. In 1571 liet de hertog van Alva een levensgroot standbeeld van zichzelf maken. De beeldengroep werd uitgevoerd door Jacob Jonghelinck, terwijl Van den Broecke voor de sokkel en de bas-reliëfs zorgde. Dit werk is na enkele jaren om politieke redenen gedemonteerd en vernield. Via het Brusselse hof kreeg hij in 1571 ook de opdracht om een reja (stenen omheining) te maken voor een klooster in Alba de Tormes. Hoewel er spoor is van verschillende betalingen, is het niet duidelijk of hij dit project heeft voltooid.

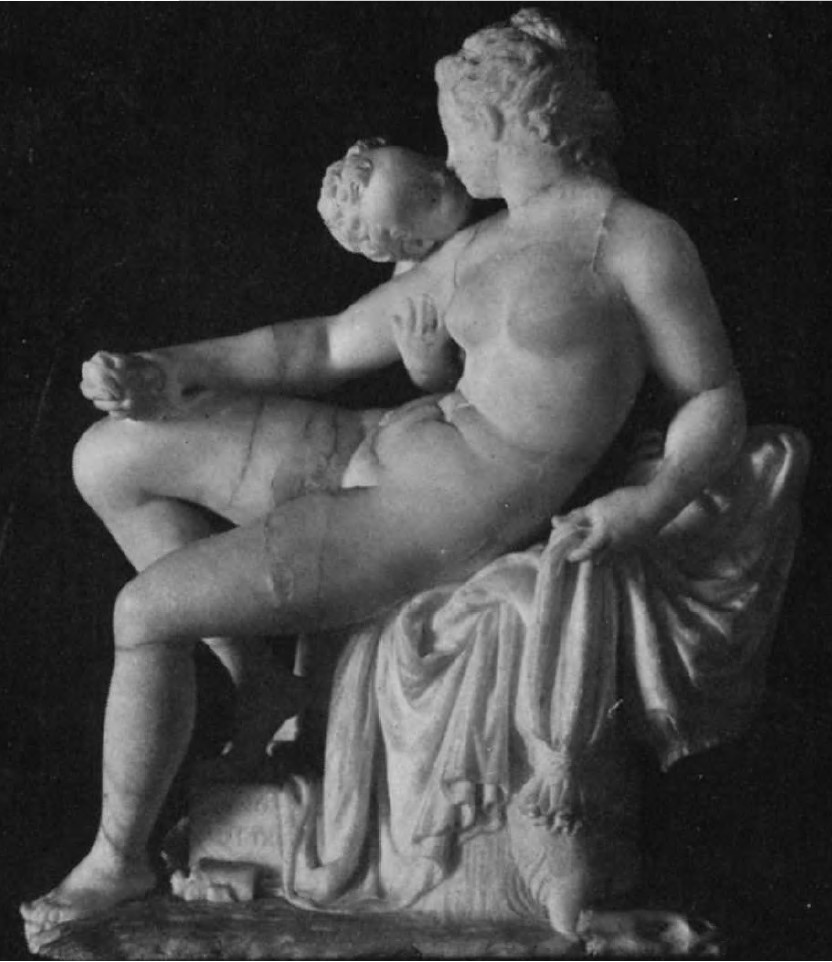
Cypris en Eros

De kunstenaar was welstellend en kocht in 1567 een stuk grond aan de Korte Vaartstraat in het centrum van Antwerpen, waarop hij naar eigen ontwerp het huis De Liefde liet bouwen (afgebroken in 1832). Men vermoedt dat een reliëf van zijn hand in de KMSKB, genaamd Tuin van Eden, deel uitmaakte van de schouw in dit huis. Van den Broecke kocht later het aangrenzende perceel en liet er nog een huis bouwen.
Hij was getrouwd met Sibilla Rausmaer. Er is geen informatie over haar achtergrond of hun huwelijksjaar. Het echtpaar kreeg vijf kinderen. Rafael, waarschijnlijk geboren rond 1560, werd een bekende beeldhouwer. Een andere zoon Elias volgde een opleiding onder zijn oom Pieter in Mechelen en werd in 1596 huisschilder in de Sint-Lucasgilde van Antwerpen.
De namen van de leerlingen van Willem van den Broecke zijn niet geregistreerd, maar het is bekend dat hij een groot atelier met een aanzienlijk aantal leerlingen had, velen afkomstig uit zijn geboortestad Mechelen. Zijn werk vond navolging in Mechelen en Antwerpen, waar reliëfs werden gecreëerd die iconografische motieven ontleenden aan Van den Broecke. Hij runde zijn werkplaats als een bekwaam zakenman, reproduceerde ontwerpen die goed verkochten, voorzag andere ateliers van 'prefabricaten' en verkocht afgewerkte stukken vanuit zijn huis De Liefde.

## Werk

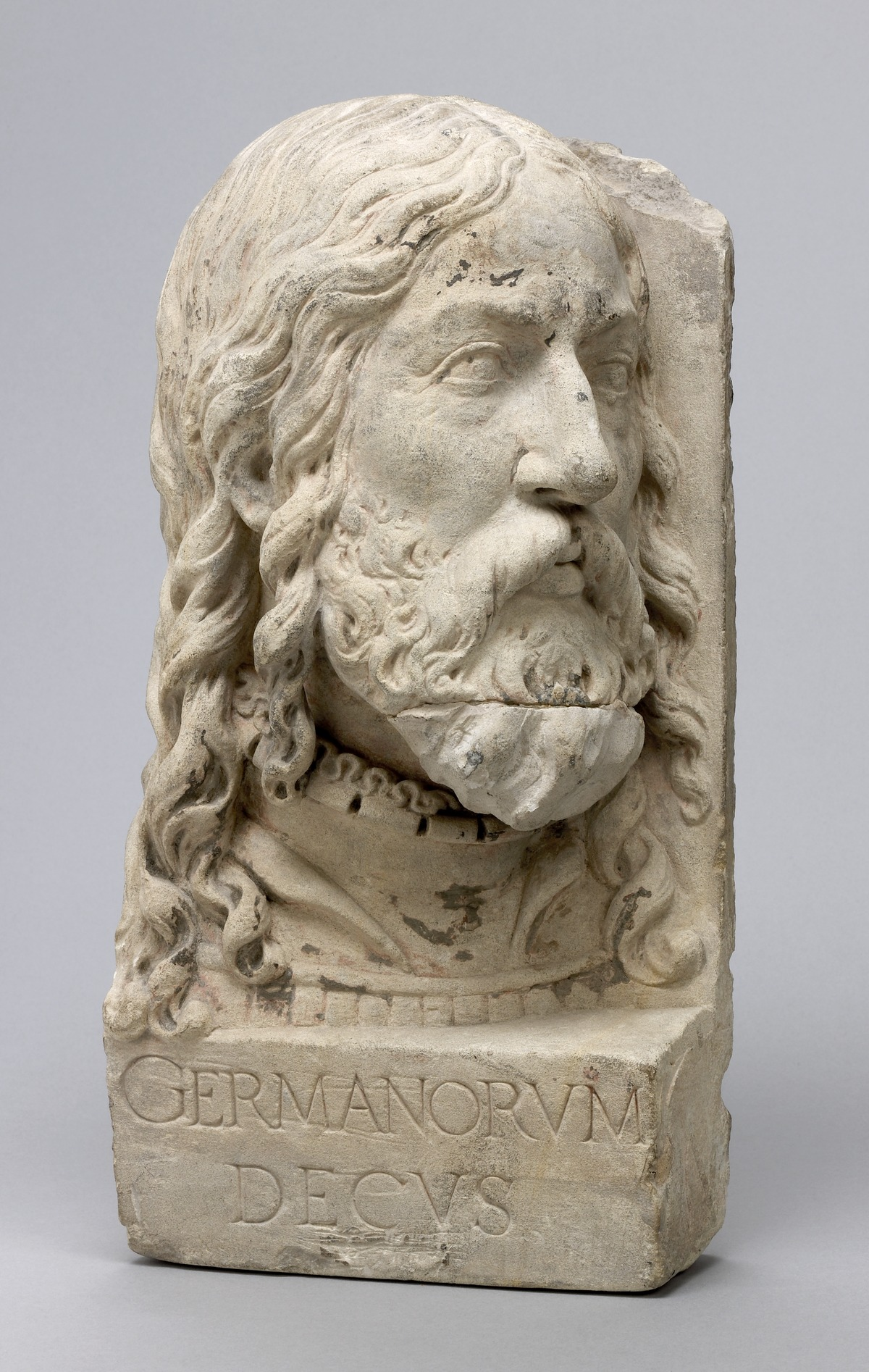
Portret van Albrecht Dürer

Willem van den Broecke was een productief kunstenaar die actief was als beeldhouwer, schilder, tekenaar en architect. Hij was veelzijdig en sculpteerde in diverse materialen, waaronder albast, marmer, zandsteen, was en terracotta. Zijn onderwerpen varieerden van religieuze tot mythologische voorstellingen en portretten. Hij maakte grootschalige werken zoals retabels, scheidingswanden en schouwen. In Antwerpen was hij vooral bekend om zijn kleine figuren, juwelen voor rariteitenkabinetten en gebeeldhouwde gevelversieringen.
In zijn geboorteland zijn weinig werken van Van den Broecke aanwezig. Er zijn bustes van Jan van Eyck en Albrecht Dürer die hij maakte voor het huis van Jan Adriaenssen in de Lange Nieuwstraat in Antwerpen (nu in het Museum aan de Stroom) en er is een reliëf in de KMSKB. Ook het stadhuis van Antwerpen is een creatie waaraan hij deelnam. Op 26 april 1561 ontving hij een betaling van 120 gulden, meer dan de andere leden van het ontwerpteam. Zijn persoonlijk aandeel is moeilijk te achterhalen, het staat alleen vast dat Cornelis Floris de bouwleiding had en de meeste uitvoeringstekeningen maakte.

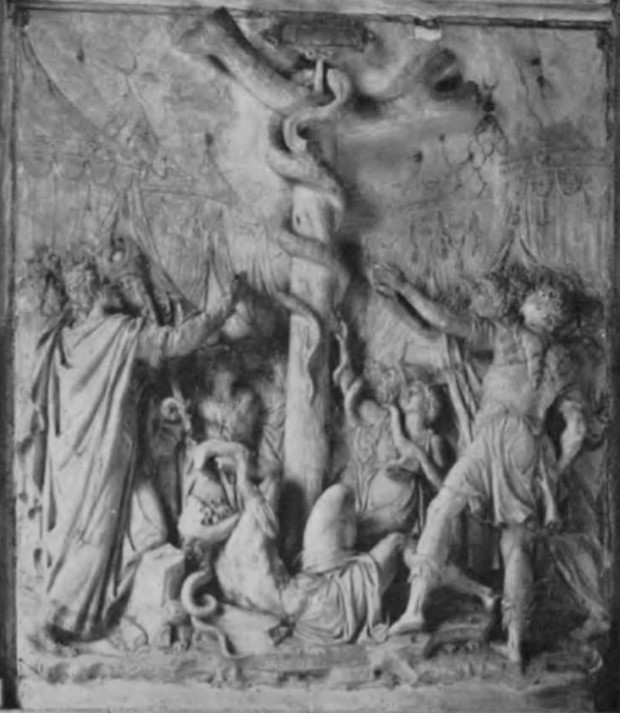
De verheffing van de koperen slang

Het grootste deel van Van den Broeckes productie was bestemd voor de exportmarkt, zoals de religieuze reliëfs die hij maakte voor Augsburg, Schwerin en Lübeck. Zijn belangrijkste verloren werk was bestemd voor de kloosterkerk in Alba de Tormes. Hij was vooral gespecialiseerd in kleinschalige werken, vaak uitgevoerd in albast. Zijn vroegst bekende stuk is een marmeren beeldengroep van Cypris en Eros (1561, privécollectie). Het toonde de invloed van Michelangelo's allegorische grafbeelden in Florence en ook van Titiaans Danaë. Tegelijk liep het vooruit op de wellustige naakten van Rubens en Jordaens. Tien jaar later maakte Van den Broecke de terracotta Anatomische studie (Kunsthistorisches Museum), een écorché van een staande man. Aan de boomstam waartegen hij leunt hangt zijn afgestroopte huid en in zijn rechterhand houdt hij het instrument waarmee hij gevild is, een mes zonder lemmet. De figuur stelt mogelijk Sint-Bartholomeus voor. Een écorché als dit was ongekend in de Vlaamse beeldhouwkunst van de 16e eeuw. Een gelijkaardig bronzen beeld is ook aan hem toegeschreven (geveild in 2014).
Albast was een van zijn favoriete materialen waarmee hij zowel kleine beeldjes als grotere religieuze reliëfs maakte. Kenmerkend voor de reliëfs is dat de driedimensionale figuren op de voorgrond bijna volledig loskomen uit de achtergrond. Zijn reliëftechniek kwam waarschijnlijk vooral voort uit contact met het werk van Andrea Sansovino en diens leerling Jacopo. In zijn reliëfs citeerde Van den Broecke antieke en italianiserende motieven. Op een Kruisiging uit 1562 (Maximilianmuseum, Augsburg) beeldde hij Florentijnse gebouwen af in Jeruzalem.

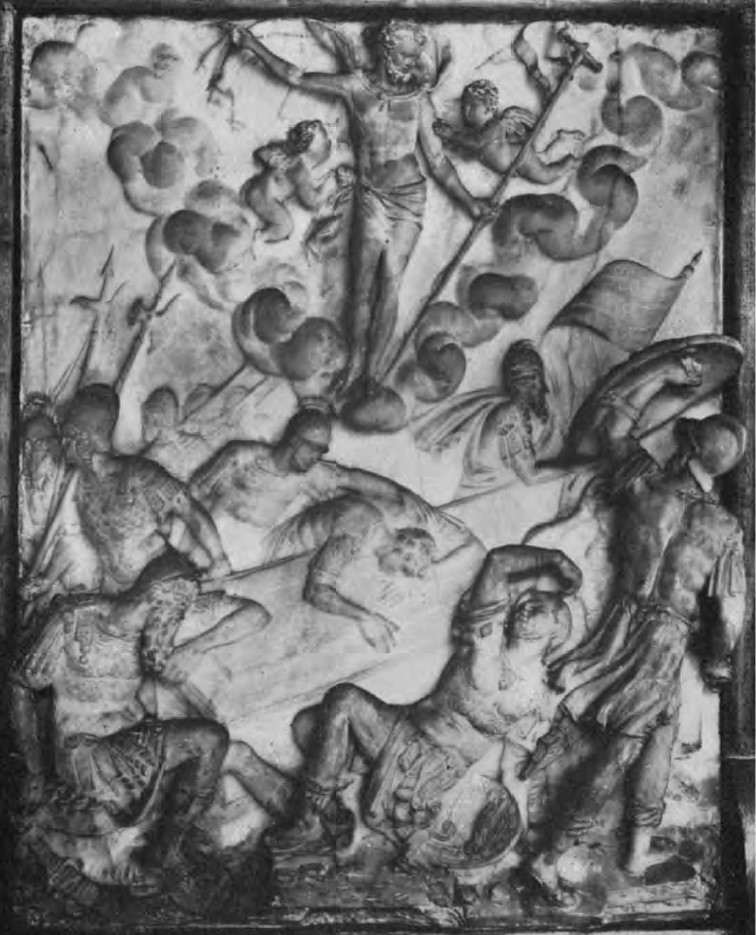
De opstanding van Christus

Hij maakte verschillende albasten reliëfs van Calvaries, waarschijnlijk bestemd voor privé-devotie in woonhuizen. Het oudste maakte deel uit van een retabel dat in 1560 werd besteld door Bartholomeus May en zijn vrouw Sibilla Rembold voor de predikherenkerk in Augsburg. De andere delen van het retabel omvatten het Laatste Avondmaal, het Offer van Abraham, het Offer van Melchizedek en de Wederopstanding van Christus (allemaal in het Maximilianmuseum in Augsburg).
Een tweede set reliëfs maakte Van den Broecke voor de kapel van het Paleis van Schwerin, dat in de periode van 1560-1563 werd herbouwd door hertog Johan Albert I van Mecklenburg. Van de zes reliëfs is er één, De verheffing van de koperen slang, gesigneerd door van den Broecke. Op stilistische gronden kunnen vier andere reliëfs in deze groep ook aan hem worden toegeschreven. De Aanbidding der Herders is echter zeker niet van zijn hand. Een derde serie van zeven albasten reliëfs maakte hij in de periode 1568-1572 voor de preekstoel van Dom van Lübeck. De reliëfs in deze laatste serie zijn nauw gebaseerd op de modellen voor Augsburg en Schwerin.

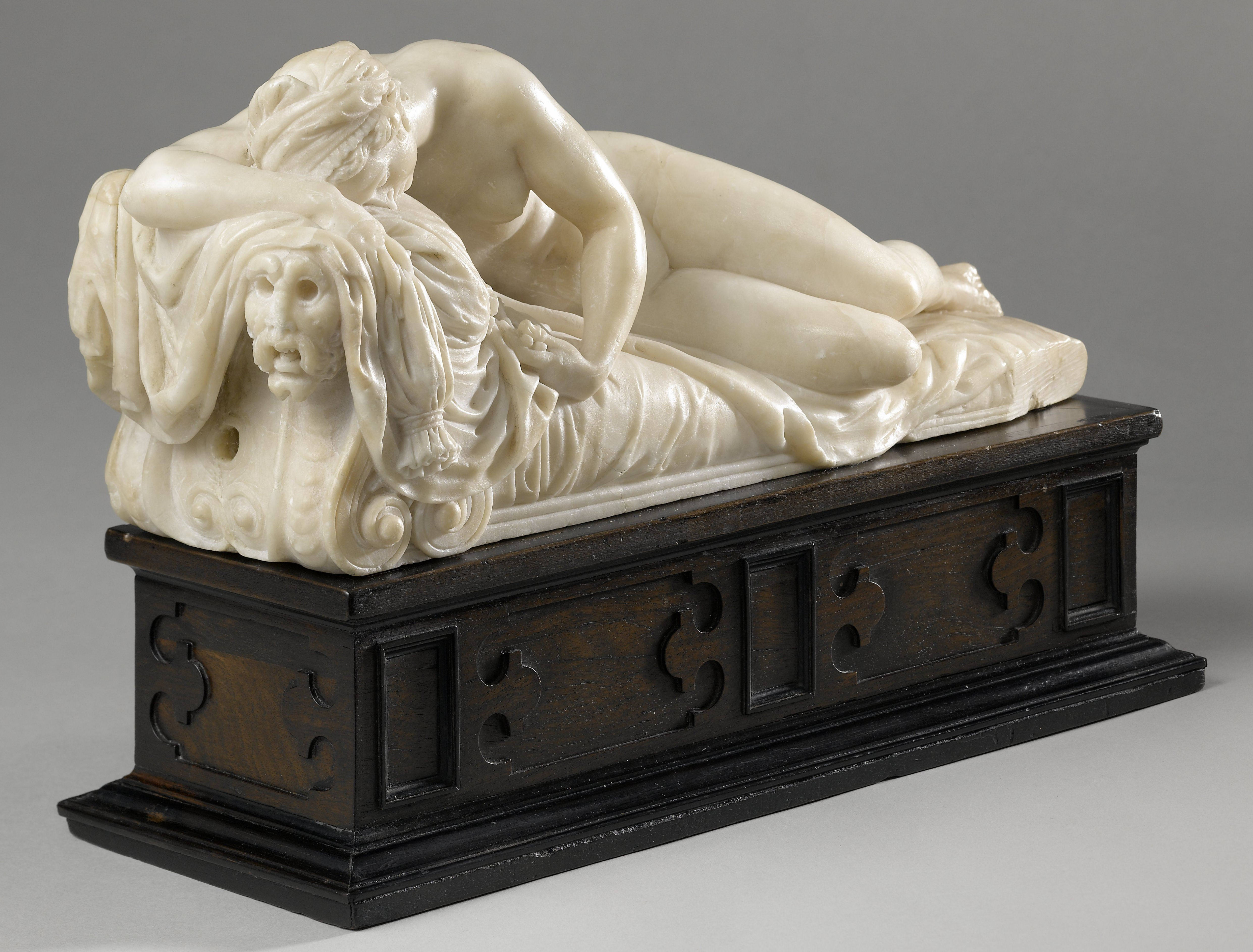
Slapende nimf

Ten slotte creëerde Van den Broecke een aantal kleine beeldjes voor een veeleisende klantenkring die stijlvolle composities en een gedetailleerde uitvoering in kostbaar materiaal op prijs stelde. Deze werken worden gekenmerkt door hun opmerkelijke kwaliteit van uitvoering, gebruik makend van de mogelijkheid die albast biedt om de uitdrukkingen van de gezichten, de plooien van de kleding en de details van de accessoires precies vorm te geven. Deze werken tonen zowel de invloed van Michelangelo en Giambologna, wiens werk hij mogelijk in Italië heeft gezien. Voorbeelden van dergelijke sculpturen zijn de Slapende nimf (ca. 1550-1560, Rijksmuseum) en de Hercules (Daniel Katz Gallery).

## Voetnoten
1. ↑  Naamvarianten: Guillaume van den Broecke, Guillaume van den Broeck, Willem van den Broecke, Guillielmus Paludanus, Willem Paludanus, Guillaume van den Broduveck, Guliellomo Paludano, Palidanus, Guillermo Paludano
2. ↑  A figure of an écorché man, Christie's, New York

- Biografisch Portaal: 77538772
- Digitale Bibliotheek voor de Nederlandse Letteren: palu013
- Gemeinsame Normdatei: 138819440
- International Standard Name Identifier: 0000 0001 1776 6158
- Nederlandse Thesaurus van Auteursnamen: 370706307
- RKD-Nederlands Instituut voor Kunstgeschiedenis: 89590
- Union List of Artist Names: 500016663
- Virtual International Authority File: 95442082
- WorldCat: E39PBJvd9vcKQ346pM4hrVKGHC